# Afanasij Bachov
Afanasij Bachov (rusky Афанасий Бахов, ? - zemřel 1762, ústí Kolymy) byl ruský kupec z Velikého Usťugu, námořník a arktický průzkumník severní Sibiře.

## Život
Není známo, kdy se Afanasij Bachov narodil. V historických záznamech se objevuje až v roce 1747, kdy už měl zkušenosti s plavbou v Severním ledovém oceánu a také s plavbou od Anadyru na Komandorské ostrovy. Byla to doba, kdy na Kamčatce vypukla tzv. kožešinová horečka, kterou vyvolal sibiřský kozák Jemeljan Basov, svými loveckými plavbami ke Komandorským ostrovům. V tomto roce se stal Bachov obchodním zástupcem solvyčegodského kupce Ivana Žilkina. Společně s kupcem Nikitou Šalaurovem postavil na horním toku Anadyru galeotu Perkup i Zant s úmyslem doplout k ústí řeky a přes Ochotské a Bobří moře se dostat na Kamčatku a lovit tam bobry. V tomto případě se nejednalo o skutečné bobry, ale ruští lovci kožešin tak označovali mořské vydry. Výprava vyplula 30. května 1748, doplula k břehům Severní Ameriky. Spolu s Bachovem výpravu vedli Semjon Novikov a kozák Timofej Perevalov. Při plavbě od amerických břehů na Kamčatku se se loď dostala do bouře a ztroskotala u Komandorských ostrovů. Přeživší členové výpravy (mimo jiné zemřel Semjon Novikov) přezimovali na Měděném ostrově a na jaře si postavili z naplaveného dřeva malou loď a dopluli na Kamčatku.
Úspěchem výpravy bylo, že Timofej Perevalov sestavil „Mapu okresu města Jakutsk, země Čukotka, země Kamčatky s blízkými místy a části Ameriky s ostrovy ležícími kolem ní“. Bolšerecké úřady zabavily Bachovův člun, protože pro jeho výstavbu použil naplavené dřevo z trosek Beringovy lodě a věnoval se rybolovu v nedovolené oblasti. Loď byla až po sedmi letech dohadování vrácena kupci Žilkinovi.
Po této plavbě se několik let Afanasij Bachov zabýval rybolovem, lovem mrožů a sběrem mamutích klů u severního pobřeží Sibiře.
V roce 1754 Afanasij Bachov společně s Nikitou Šalaurovem přišel s myšlenkou nalézt nejvhodnější cestu ze Severního ledového oceánu do Pacifiku a k Aleutským ostrovům. Plavby Semjona Děžněva byly v té době zapomenuty. V dopise ruskému senátu oba kupci napsali, že v zájmu ruského státu chtějí vyplout od ústí Leny na východ, aby našli nové země a nové zdroje bohatství. Navrhli také průzkum pobřeží a otevřeného moře. Podporoval je sibiřský gubernátor Mjatlev. V roce 1755 jim ruský senát udělil povolení.
Oba obchodníci postavili v Jakutsku loď Víra, naděje, láska a od ruských úřadů dostali z Irkutska 3 děla, 10 liber střelného prachu a velký počet dělových koulí. V roce 1757 expedice vyplula, tvořilo ji celkem 73 členů, většinou lovců, vyhnanců a uprchlých vojáků. Po Leně vypluli k moři, ale podařilo se jim doplout pouze k soutoku Leny s Viljují. Zde byli nuceni přezimovat. Pro doplnění zásob potravin se Šalaurov musel vydat pěšky do Jakutska a zpět. V červenci 1758 rozmrzla Lena natolik, že výprava mohla pokračovat v plavbě dále, podařilo se jim doplout ale pouze k ústí Leny, kde byli nuceni strávit druhou zimu. V srpnu 1759 vypluli na moře, s obtížemi obepluli mys Buor-Chaja a dosáhli ústí řeky Jany, kde přezimovali. Následující rok zůstávali pouze u pobřeží, pluli na východ a jako první zmapovali Velký Ljachovský ostrov, který Šalaruvo v lodním deníku popsal jako velkou zemi s horami se sedmi vrcholy. U ústí Kolymy byla výprava opět nucena přezimovat. I přes přijatá opatření byla expedice postižena kurdějemi. Objevily se velké spory mezi Bachovem a Šalaurovem. Šalaurov psal ruským úřadům ale i svému synovi do Archangelsku dopisy, kde Bachova obviňoval z opilství, uzurpace moci, neschopnosti, zbytečných průtahů expedice apod. Nedochoval se žádný dopis, kde by si naopak Bachov stěžoval na Šalaurova. Názory současných ruských badatelů, kdo se choval při vedení expedici správně a naopak neschopně, se různí.
V roce 1762 v ústí Kolymy Afanasij Bachov zemřel. Podle některých zdrojů zemřel na kurděje, podle jiných byl zabit domorodými Čukči.